# 모나스티르스키섬

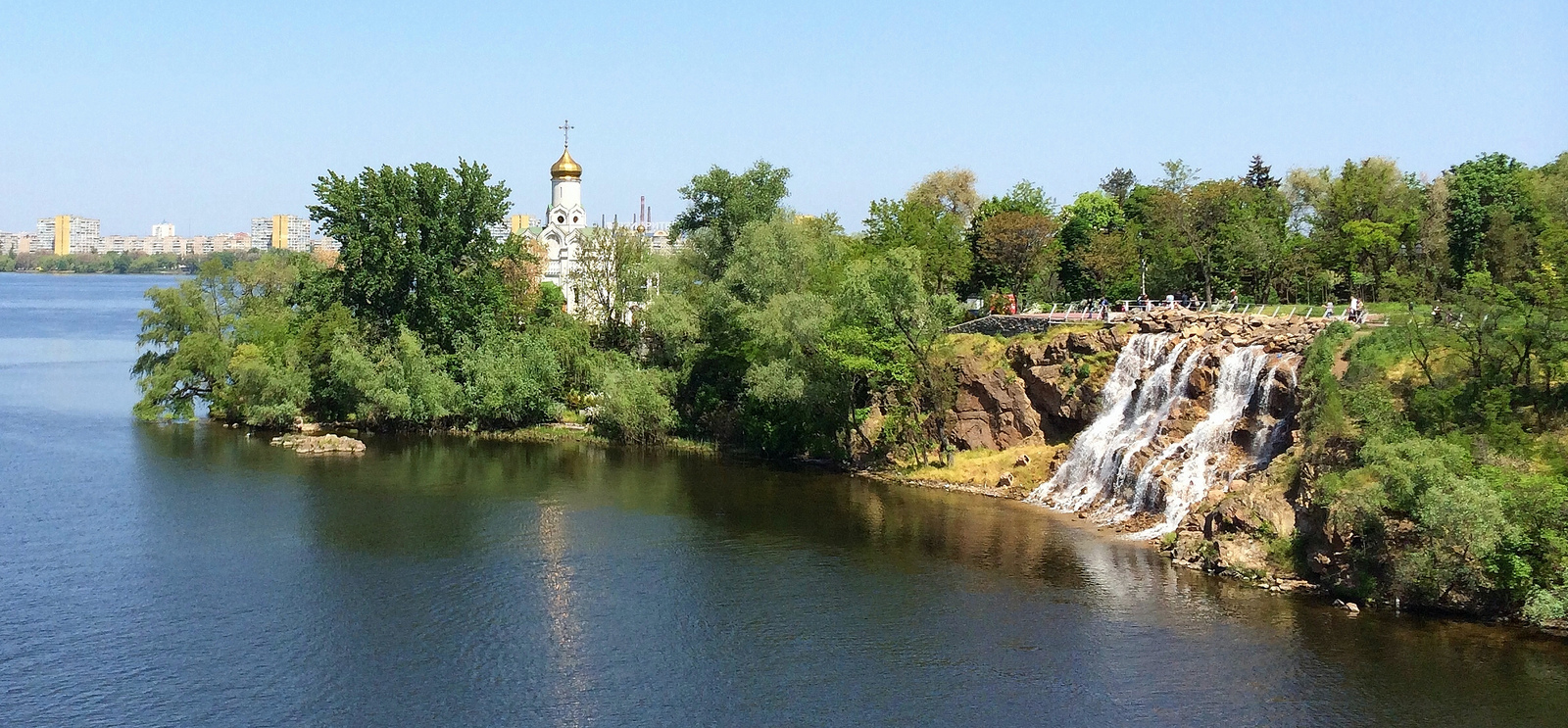
모나스티르스키섬

모나스티르스키섬 또는 수도원섬(우크라이나어: Монастирський острів)은 우크라이나 드니프로에 위치한 섬이다. 드네프르강(드니프로강)에 위치한 하중도로서 면적은 0.4km2, 길이는 1.95km, 너비는 0.25km이다.
17세기 문헌에 처음 등장했으며 섬 이름은 9세기에 건립된 비잔티움 건축 양식을 띤 수도원에서 유래된 이름이다. 19세기까지는 부라콥스키섬, 보고몰롭스키섬이라는 이름으로 불렀으며 1926년에는 콤소몰스키섬이라는 이름으로 개명했다. 2015년 11월 24일을 기해 원래 이름으로 환원했다.
행정 구역상으로는 소보르니구에 속하며 타라스 셰우첸코 공원의 일부를 형성한다. 섬 안에는 수족관, 동물원, 항해 회사 등이 입주하고 있고 섬 남안에는 백사장이 설치되어 있다. 1958년에는 타라스 셰우첸코 동상이 건립되었으며 1999년에는 섬 북안에 모스크바 총대주교좌 우크라이나 정교회 소속 성 니콜라우스 교회가 건립되었다.

## 갤러리

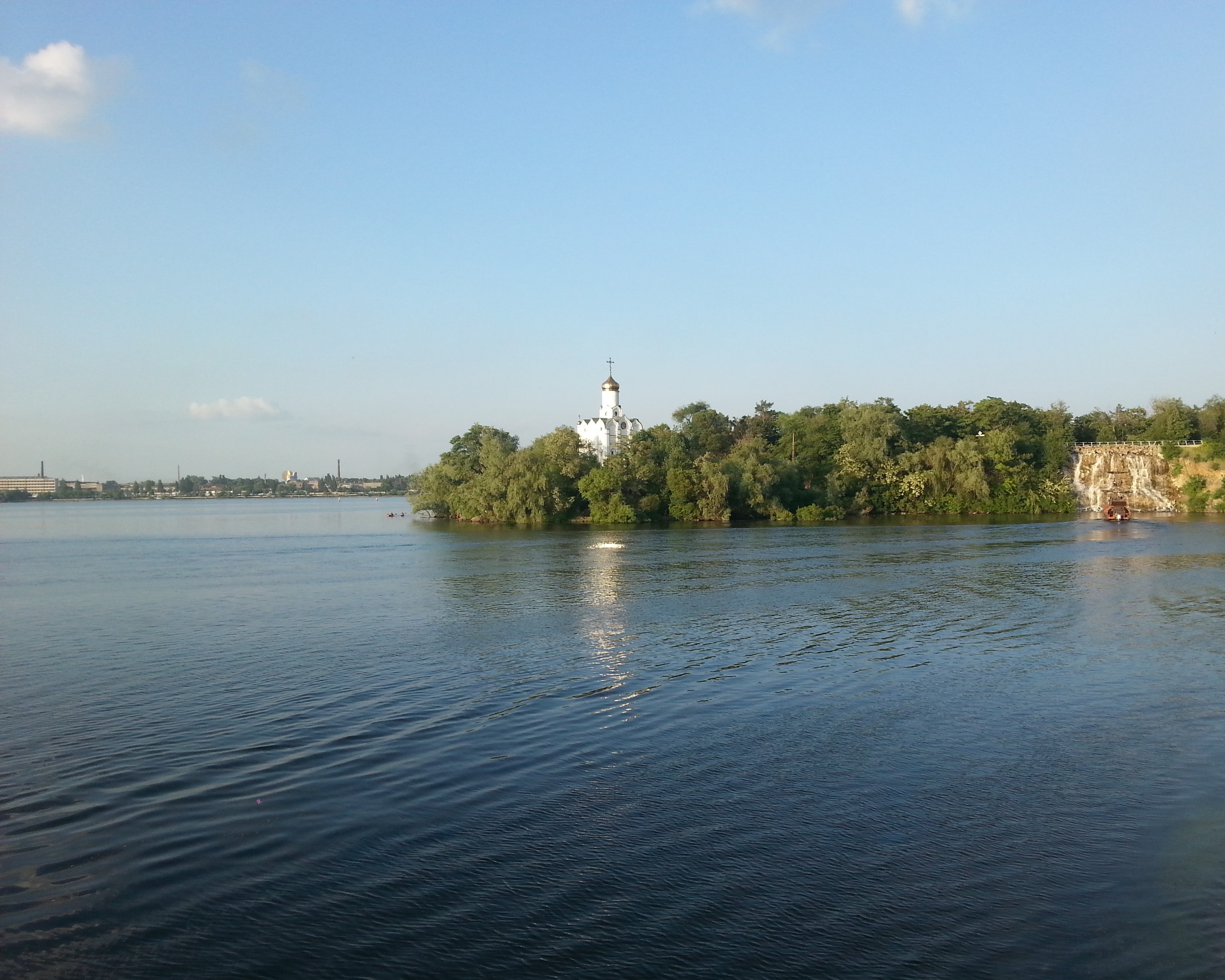
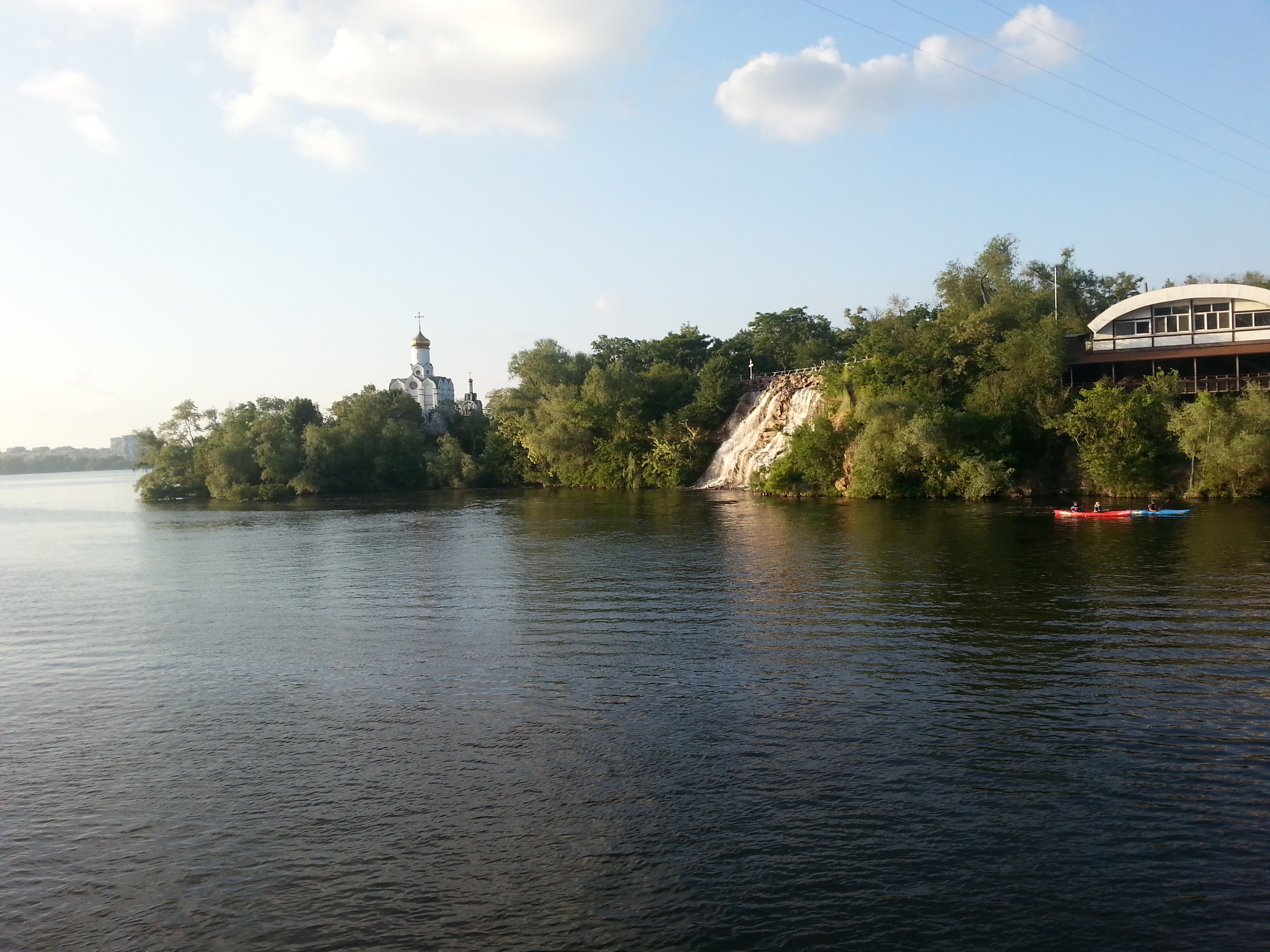